# Tisserand (cràter)
Tisserand és un cràter d'impacte lunar que es troba just a l'est del cràter més gran Macrobius, al nord-oest de la Mare Crisium. A l'est es localitza una cresta coneguda com a Dorsum Oppel.

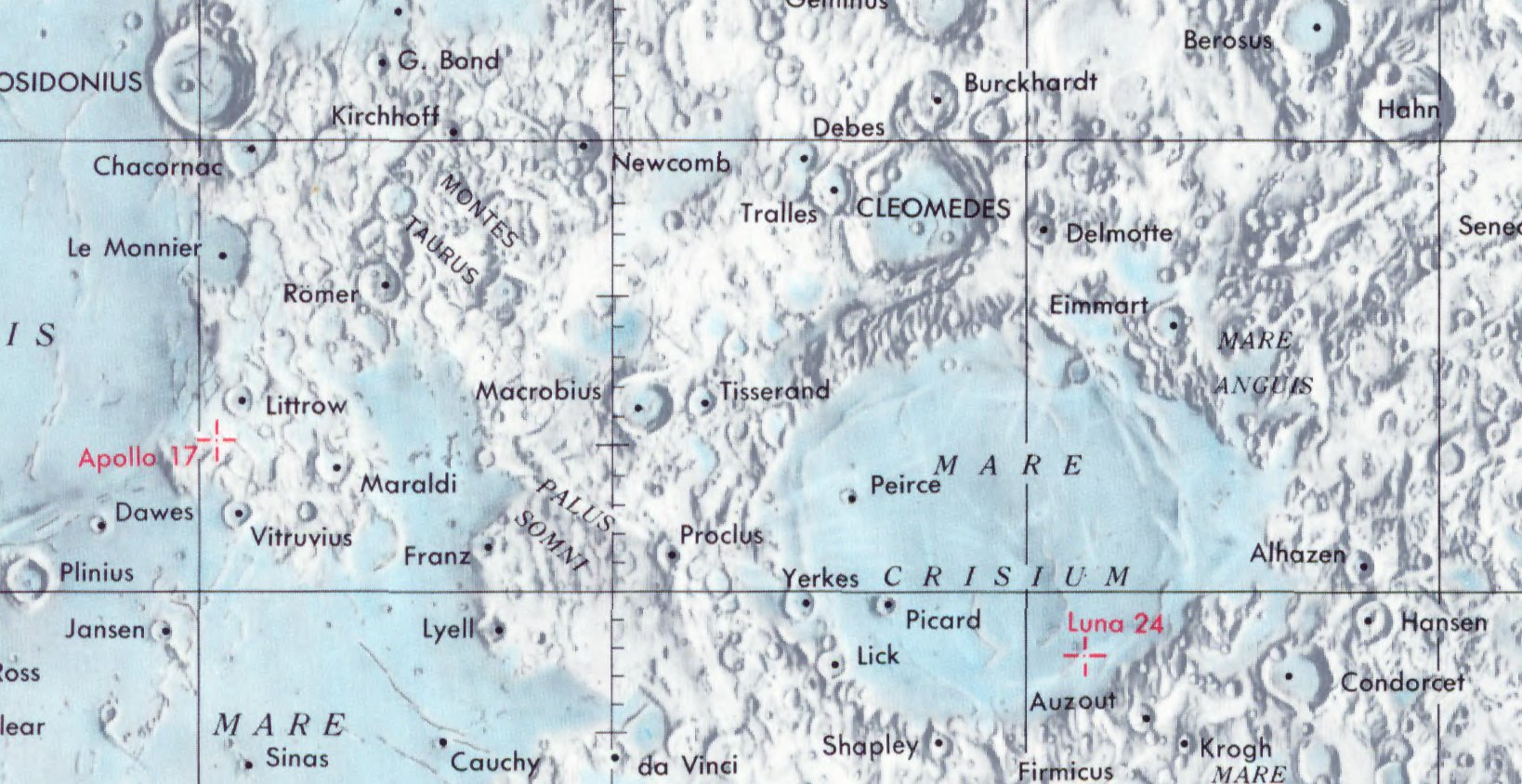
Localització de Tisserand (centre de la imatge)

La vora de Tisserand ha estat erosionada per successius impactes, amb depressions en els costats sud i nord-est, i una vall corbada gairebé tangencial tallant la paret interior en el nord-oest. El sòl interior és relativament pla, amb crestes baixes prop de les parets interiors de l'est i de l'oest. La meitat oriental del sòl té una albedo lleugerament inferior en la meitat occidental, amb aquesta última zona recoberta lleugerament pel sistema de marques radials de Proclus, situat cap al sud.

## Cràters satèl·lit

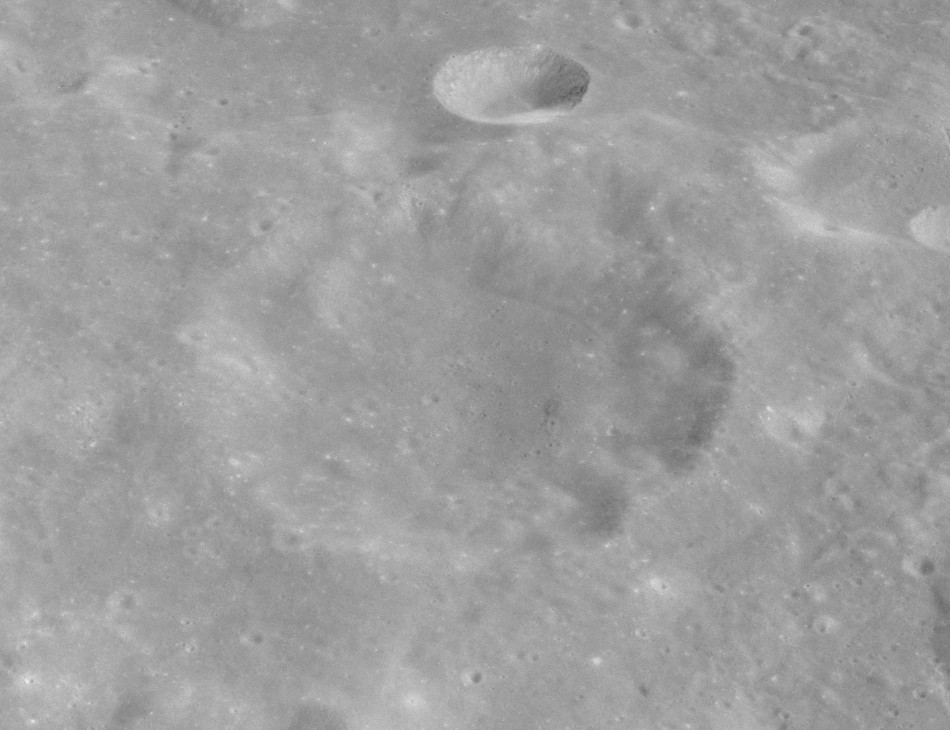
Vista obliqua també des de l'Apol·lo 17

Per Per convenció aquests elements són identificats en els mapes lunars posant la lletra en el costat del punt central del cràter que està més prop de Tisserand. Tisserand A se troba gairebé al sud-est del cràter principal, a l'est apareix Tisserand B, Tisserand D està uns 15 km a l'est-nord-est i Tisserand K apareix més al sud-est.
|           | \| Tisserand \| Coordenades \| Diàmetre \| \| --------- \| ------------------------------------ \| -------- \| \| A \| 20° 24′ N, 49° 24′ E / 20.4°N,49.4°E \| 24 km \| \| B \| 20° 42′ N, 51° 18′ E / 20.7°N,51.3°E \| 8 km \| \| D \| 21° 42′ N, 49° 24′ E / 21.7°N,49.4°E \| 7 km \| \| K \| 19° 48′ N, 50° 24′ E / 19.8°N,50.4°E \| 11 km \| |          |
| Tisserand | Coordenades | Diàmetre |
| A         | 20° 24′ N, 49° 24′ E / 20.4°N,49.4°E | 24 km    |
| B         | 20° 42′ N, 51° 18′ E / 20.7°N,51.3°E | 8 km     |
| D         | 21° 42′ N, 49° 24′ E / 21.7°N,49.4°E | 7 km     |
| K         | 19° 48′ N, 50° 24′ E / 19.8°N,50.4°E | 11 km    |